# Kirstie Marshall
Kirstie Claire Marshall (* 21. April 1969 in Melbourne, Victoria) ist eine ehemalige australische Freestyle-Skierin und Politikerin. Sie war auf die Disziplin Aerials (Springen) spezialisiert, in der sie 1997 als erste Australierin in einer Wintersportart Weltmeisterin wurde. Zudem gewann sie einmal die Disziplinenwertung und feierte 17 Weltcupsiege. Nach ihrer sportlichen Laufbahn saß sie für die Australian Labor Party acht Jahre lang als Unterhausabgeordnete im Staatsparlament von Victoria.

## Biografie

### Kindheit und Jugend
Kirstie Marshall wuchs mit einer älteren Schwester und einem jüngeren Bruder in Melbourne auf. Als aufgewecktes Kind schickten ihre Eltern sie ab acht Jahren zum Gymnastikunterricht. Im Alter von 13 Jahren gehörte sie der australischen Nationalmannschaft an, mit 15 Jahren nahm sie an den nationalen Meisterschaften teil und wurde Zweite im Sprung. Weil sie sich danach nicht mehr konkurrenzfähig fühlte, gab sie die Sportgymnastik auf und begann, hobbymäßig skizufahren. Im Alter von 16 Jahren kam sie auf dem Mount Buller mit einem Freestyle-Skier ins Gespräch und wurde zu einem Aerials-Probetraining des örtlichen Skiverbandes eingeladen. Nach dem Schulabschluss entschied sich Marshall gegen den Willen ihres Vaters für eine Laufbahn im Profisport. Daraufhin musste sie bei einer Freundin unterkommen und einen Job als Kellnerin annehmen, um sich ihren Karrierestart zu finanzieren. In einer Transportunternehmerin, die zu ihren Stammkunden zählte, fand sie eine erste Sponsorin.

### Sportliche Laufbahn
Marshall gewann 1987 den Meistertitel ihres Heimatbundesstaates Victoria in der Disziplin Aerials. Bei den nationalen Meisterschaften wurde sie Zweite. Am 31. Januar 1988 gab sie in Inawashiro ihr Debüt im Freestyle-Skiing-Weltcup und belegte am Ende der Saison Rang 19 in der Disziplinenwertung. Außerdem kürte sie sich zur australischen Meisterin in ihrer Paradedisziplin. In ihrer ersten vollen Weltcup-Saison 1989/90 klassierte sie sich sechsmal unter den besten zehn und schloss die Disziplinenwertung als Zehnte ab. Bei ihren ersten Weltmeisterschaften am Oberjoch musste sie sich hingegen mit Rang 21 zufriedengeben.
Im folgenden Winter gelang ihr erneut eine Steigerung und sie belegte nach ihrem ersten Sieg in Breckenridge und drei weiteren Podestplätzen Rang drei der Weltcup-Wertung. 1990/91 musste sie sich nach zwei Siegen nur Elfie Simchen geschlagen geben. Bei den Weltmeisterschaften in Lake Placid wurde sie Achte. Im Jahr darauf feierte sie sechs Saisonsiege und entschied die Disziplinenwertung klar für sich. Bei den Olympischen Spielen von Albertville, wo Aerials zum zweiten Mal als Demonstrationswettbewerb ausgetragen wurde, kam sie jedoch nicht über Rang sieben hinaus. Mit dem Ziel, sich in einer zweiten Disziplin zu etablieren, nahm sie im Sommer an mehreren Moguls-Wettkämpfen in Australien teil. Bei einem der letzten Rennen erlitt sie eine schwere Knieverletzung und musste sich der ersten von mehreren Operationen im Verlauf ihrer Karriere unterziehen. Somit verpasste sie die gesamte Saison 1992/93.
Nach dem Comeback im Januar 1994 kehrte sie schnell an die Weltspitze zurück. Bei den Olympischen Spielen in Lillehammer führte sie die australische Delegation bei Eröffnungs- und Abschlussfeier als Fahnenträgerin an. In den ersten olympischen Aerials-Wettkampf der Geschichte startete Marshall als Qualifikationssiegerin, belegte im Finale aber nur Rang sechs, nachdem ihr Knie wieder Probleme gemacht hatte. Unmittelbar nach den Spielen wurde eine erneute Knie-OP fällig. Im folgenden Jahr gewann sie bei den Weltmeisterschaften in La Clusaz die Bronzemedaille. Nach wechselhaften Leistungen feierte sie im Winter 1996/97 fünf Weltcupsiege und musste sich in der Disziplinenwertung nur Veronica Brenner geschlagen geben. Bei den Weltmeisterschaften in Iizuna kōgen kürte sie sich mit der Rekordpunktzahl von 197,91 als erste Australierin in einer Wintersportart zur Aerials-Weltmeisterin. Nach Rang 14 bei den Olympischen Spielen 1998 zog Marshall in Zauchensee mit ihrem 17. und letzten Erfolg im Weltcup mit der Aerials-Rekordsiegerin Marie-Claude Asselin gleich.  
In Folge einer Trainingsverletzung beendete sie 1999 ihre aktive Karriere.

### Weitere Karriere
Während ihrer aktiven Laufbahn engagierte sich Marshall unter anderem in den Athletenkomitees der FIS und des AOC und ebnete damit wie auch mit ihren sportlichen Errungenschaften den Weg für australische Nachfolgerinnen wie Jacqui Cooper oder Alisa Camplin. Daneben begann sie, sich in zahlreichen Sportvereinen und gemeinnützigen Organisationen zu engagieren.
Am 30. November 2002 wurde Kirstie Marshall als Labor-Kandidatin für den Wahlbezirk Forest Hill in das Unterhaus des victorianischen Parlaments gewählt. Zwei Monate nach der Wahl sorgte sie bei einer ihrer ersten Unterhaussitzungen für mediale Aufmerksamkeit, als sie ihre neugeborene Tochter stillte und daraufhin des Hauses verwiesen wurde. Als Begründung wurde eine Parlamentsregel angeführt, wonach es den Abgeordneten nicht erlaubt ist, unaufgefordert Fremde in das Gebäude mitzubringen. In der Folge ließ der Speaker einen Raum einrichten, in dem weibliche Abgeordnete ihre Babys stillen können. Von 2003 bis 2006 gehörte sie dem Ausschuss für Drogen- und Kriminalitätsbekämpfung an, ab August 2007 war sie im Ausschuss für Land und Regionen aktiv. Im November 2010 stellte sich Marshall zum zweiten Mal der Wiederwahl, verlor ihren Sitz aber an den Kandidaten der Liberal Party, nachdem sie am Wahltag sämtliche mediale Auftritte verweigert hatte.
Kirstie Marshall ist verheiratet und Mutter von zwei Töchtern.

## Erfolge

### Olympische Spiele
- Albertville 1992: 7. Aerials (Demonstrationswettbewerb)
- Lillehammer 1994: 6. Aerials
- Nagano 1998: 14. Aerials

### Weltmeisterschaften
- Oberjoch 1989: 21. Aerials
- Lake Placid 1991: 8. Aerials
- La Clusaz 1995: 3. Aerials
- Nagano 1997: 1. Aerials

### Weltcupwertungen
| Saison  | Gesamt                              | Gesamt                              | Aerials                             | Aerials                             |
| Saison  | Platz                               | Punkte                              | Platz                               | Punkte                              |
| ------- | ----------------------------------- | ----------------------------------- | ----------------------------------- | ----------------------------------- |
| 1987/88 | 55.                                 | 0                                   | 19.                                 | 1                                   |
| 1988/89 | 28.                                 | 4                                   | 10.                                 | 29                                  |
| 1989/90 | 7.                                  | 10                                  | 3.                                  | 61                                  |
| 1990/91 | 8.                                  | 11                                  | 2.                                  | 97                                  |
| 1991/92 | 5.                                  | 11                                  | 1.                                  | 103                                 |
| 1992/93 | verletzungsbedingt keine Ergebnisse | verletzungsbedingt keine Ergebnisse | verletzungsbedingt keine Ergebnisse | verletzungsbedingt keine Ergebnisse |
| 1993/94 | 34.                                 | 58                                  | 12.                                 | 460                                 |
| 1994/95 | 9.                                  | 93                                  | 2.                                  | 744                                 |
| 1995/96 | 15.                                 | 86                                  | 5.                                  | 772                                 |
| 1996/97 | 9.                                  | 91                                  | 2.                                  | 728                                 |
| 1997/98 | 7.                                  | 90                                  | 3.                                  | 632                                 |

### Weltcupsiege
Marshall errang 41 Podestplätze, davon 17 Siege:
| Datum             | Ort                   | Land        | Disziplin |
| ----------------- | --------------------- | ----------- | --------- |
| 21. Januar 1990   | Breckenridge          | USA         | Aerials   |
| 31. Januar 1991   | Blackcomb             | Kanada      | Aerials   |
| 26. Februar 1991  | Skole                 | Sowjetunion | Aerials   |
| 7. Dezember 1991  | Tignes                | Frankreich  | Aerials   |
| 15. Dezember 1991 | Piancavallo           | Italien     | Aerials   |
| 12. Januar 1992   | Blackcomb             | Kanada      | Aerials   |
| 16. Januar 1992   | Montreal              | Kanada      | Aerials   |
| 19. Januar 1992   | Breckenridge          | USA         | Aerials   |
| 5. März 1992      | Madarao               | Japan       | Aerials   |
| 8. Januar 1995    | Blackcomb             | Kanada      | Aerials   |
| 9. März 1996      | Hundfjället           | Schweden    | Aerials   |
| 11. Januar 1997   | Lake Placid           | USA         | Aerials   |
| 25. Januar 1997   | Breckenridge          | USA         | Aerials   |
| 2. März 1997      | Meiringen-Hasliberg   | Schweiz     | Aerials   |
| 7. März 1997      | Altenmarkt-Zauchensee | Österreich  | Aerials   |
| 14. März 1997     | Hundfjället           | Schweden    | Aerials   |
| 13. März 1998     | Altenmarkt-Zauchensee | Österreich  | Aerials   |

### Weitere Erfolge
- Australische Meisterin im Aerials 1988

## Auszeichnungen
- 1997: International Freestyle Skier of the Year (Ski Racing Magazine)[8]
- 2000: Australian Sports Medal
- 2003: Medal of the Order of Australia
- 2010: Aufnahme in die Sport Australia Hall of Fame
- 2020: Snow Australia Medal[9]